# Мандельбаум, Альберт
Альберт Мандельбаум (около 1925 ) — израильский шахматист.
Участник 6-го первенства Израиля (1951).
В составе сборной Израиля участник 10-й Олимпиады (1952) в Хельсинки.